# John O’Leary (Politiker, 1933)
John O’Leary (* 3. Mai 1933 in Killarney, County Kerry; † 5. Oktober 2015 in Cork) war ein irischer Politiker der Fianna Fáil und gehörte von 1966 bis 1997 dem Dáil Éireann, dem Unterhaus des irischen Parlaments, an.

## Biografie
O’Leary arbeitete nach seiner Schulzeit bei der Verwaltung des Kerry County Council. Dabei war er als Verwaltungsmitarbeiter im Wohnungs- und Gesundheitsamt sowie für die Bauleitplanung beschäftigt, bis er bei den einer Nachwahl im Dezember 1966 erfolgreich war und für den Wahlkreis Kerry South in den Dáil einzog. Er verteidigte seinen Sitz im Dáil bis 1997, als er nicht mehr zur Wahl antrat. 1974 wurde er in den Kerry County Council gewählt. Nachdem er sowohl an der ersten (1976: Stockholm) als auch an der zweiten (1975: Kingston) Konferenz der Vereinten Nationen über die Umwelt des Menschen teilgenommen hatte, wurde er zum 1. Januar 1978 zum Staatsminister im Umweltministerium für Bauleitplanung, Straßen und Verkehr, Wohnungswesen, Wasserreinheit, Brauch- und Abwasserplanung ernannt. Als Charles Haughey im Dezember 1979 Taoiseach wurde, verlor er das Amt des Staatsministers wieder. Auf seinen Sitz im Kerry County Council verzichtete er 1979. Er stieg erst mit der Kommunalwahl 1991 wieder in den Kerry County Council ein. 1996 verzichtete er darauf, sich wiederum einer Wahl zu stellen.
O’Leary war mit Judy (verstorben 2010) verheiratet und Vater von sieben Kindern.